# 武田信照
武田 信照（たけだ のぶてる、1938年（昭和13年）7月 -  ）は、日本の経済学者。専門は、経済学史。愛知大学第14代学長、南開大学名誉教授。経済学博士。

## 概要
株式会社の学説上の発展についてを主な研究対象とする。1969年から2009年まで愛知大学に勤務。1986年に大阪市立大学より経済学博士号を授与。
愛知大学においては、大学院経済学研究科長、法経学部経済学科長、経済学部長、理事を歴任し1999年から2期8年にわたり理事長ならびに学長を務めた。

## 人物
長崎県佐世保市出身。大阪市立大学では福井孝治、飯田繁の指導を受ける。1969年に専任講師として愛知大学法経学部に着任。のち助教授、教授となる。
1989年に所属する法経学部が法学部、経済学部、経営学部の3学部に分離。武田は経済学部に配属し、初代学部長に就任。
1999年、愛知大学学長、理事長となる。2003年に再選。
学長在任中は、法科大学院（2004年）・会計大学院（2006年）の両専門職大学院の設置をはじめ、副学長制度の導入、車道校舎（名古屋市東区）の再開発など教学体制の充実に尽力。
2003年に中国で発生したSARSに当たっては、当時中国・天津市に留学していた現代中国学部生全員の即時帰国を決断し、日本航空との交渉のわずか3日後に総勢204名の帰国を実現させる。この対応に対しては、「膨大な経費を顧みず、学生の安全確保を最優先したもの」として評価する声もある。
2009年、定年を迎え愛知大学を退職。名誉教授となる。
学外機関では、日本私立大学連盟理事、霞山会理事、豊橋市国際交流協会理事などを歴任。
座右の銘は「ねばり強く」、趣味は囲碁と山歩き。中日ドラゴンズで活躍したプロ野球選手である岩瀬仁紀のゼミの指導教授でもある。

## 略歴
- 1938年7月 - 長崎県佐世保市に生まれる。
- 1957年3月 - 長崎県立佐世保南高等学校卒業。
- 1961年3月 - 大阪市立大学経済学部卒業。
- 1965年3月 - 大阪市立大学大学院経済学研究科修士課程修了。経済学修士。
- 1969年3月 - 大阪市立大学大学院経済学研究科博士課程単位取得満期退学。
- 1969年4月 - 愛知大学法経学部専任講師。
- 1973年4月 -愛知大学法経学部助教授。
- 1985年4月 - 愛知大学法経学部教授。
- 1986年3月 - 経済学博士（大阪市立大学）。
- 1989年4月 - 愛知大学経済学部教授。
- 1989年4月 - 愛知大学理事・経済学部長（- 1993年3月）。
- 1999年11月 - 愛知大学理事長・学長（- 2007年11月）。
- 2005年4月 - 南開大学名誉教授。
- 2009年4月 - 愛知大学名誉教授。

## 所属学会
- 経済学史学会
- 経済理論学会

## 著書

### 単著
- 『価値形態と貨幣 - スミス・マルクス・ヒルファディング - 』（1983年／梓出版社）
- 『株式会社像の転回』（1998年／梓出版社）
- 『経済学の古典と現代』（2006年／梓出版社）
- 『近代経済思想再考 経済学史点描』（2013年／ロゴス社）

### 共著
- （平尾敏）『経済学史』（1973年／杉山書店）
- （種瀬茂、富塚良三、浜野俊一郎〔編〕）『資本論体系2 - 商品・貨幣』（1985年／有斐閣）
- （マルクス・カテゴリー事典編集委員会〔編〕）『マルクス・カテゴリー事典』（1998年／青木書店）
- （見城幸雄先生頌壽記念事業會〔編〕）『法制と文化』（1999年／愛知大學文學會）
- （愛知大学東アジア研究会〔編〕）『シュムペーターと東アジア経済のダイナミズム』（2002年／創土社）